# Peloniinae
Sous-famille
Les Peloniinae sont une sous-famille d'insectes coléoptères de la famille des Cleridae.

## Genres
Akonesis -  
Ambitus - 
Amphelissus - 
Ampleris - 
Antennactis - 
Antennosus -  
Apolopha - 
Australoclerus - 
Boschella - 
Chariessa -  
Corinthiscus - 
Cornimolossus - 
Cregya -  
Crusbatus -  
Diutius -  
Enoplioides - 
Eriviriosus - 
Falsoeurymanthus - 
Gnidmus - 
Goyasanum - 
Hautenerus - 
Inconnexus - 
Isoparis - 
Katacompsus - 
Labasiella - 
Lasiodera - 
Macilentus - 
Merickelus - 
Muisca - 
Neotenerus - 
Oncochelyna - 
Pelmatus - 
Pelonium - 
Phymatophaea - 
Pichincha - 
Pseudichnea - 
Pujoliclerus - 
Pyticeropsis - 
Ramosus - 
Salarium - 
Silvanoclerus - 
Sirpa - 
Stenoplium - 
Tanycorpus - 
Thomasius - 
Troxoides -